# كرستين ووهلبولد
كرستين ووهلبولد (بالألمانية: Kerstin Wohlbold) مواليد 11 يناير 1984 في فريدريشسهافن، ألمانيا، هي لاعبة كرة يد ألمانية تلعب كجناح أيسر. مثلت منتخب ألمانيا لكرة اليد للسيدات.

## سجل المنافسة
شاركت في البطولات التالية:
- بطولة العالم لكرة اليد للسيدات 2011
- بطولة أوروبا لكرة اليد للسيدات 2012
- بطولة أوروبا لكرة اليد للسيدات 2014
- بطولة أوروبا لكرة اليد للسيدات 2016

## روابط خارجية
- كرستين ووهلبولد على موقع الاتحاد الأوروبي لكرة اليد (الإنجليزية)